# Černá Voda
Černá Voda är en ort i Tjeckien.   Den ligger i distriktet Okres Jeseník och regionen Olomouc, i den östra delen av landet, 190 km öster om huvudstaden Prag. Černá Voda ligger 329 meter över havet och antalet invånare är 630.
Terrängen runt Černá Voda är kuperad söderut, men norrut är den platt.Runt Černá Voda är det ganska tätbefolkat, med 54 invånare per kvadratkilometer. Närmaste större samhälle är Jeseník, 9,7 km söder om Černá Voda. I omgivningarna runt Černá Voda växer i huvudsak blandskog.